# 謝章捷
謝章捷（1958年9月24日—），台灣政治人物，親民黨籍，原籍臺灣彰化縣北斗鎮，曾任彰化縣議員、台灣省議員及第四、五屆立法委員。他在2004年中華民國立法委員選舉中，因親民黨在彰化高額提名二人，結果被前任立法委員陳朝容擠下落選。謝在落選後一度意欲參選2005年彰化縣長選舉，結果被立法院長王金平勸退。在中國國民黨提名的卓伯源於該次選舉勝出後，在地方鄉親勸進下，卓伯源選任謝章捷為副縣長，並稱在地方開展國親合作。謝章捷後以無黨籍身分參選第七屆立法委員，惟不敵中國國民黨提名的蕭景田，2008後熱衷於自行車運動，積極提倡自行車運動活動，並與建大輪胎、美利達自行車、捷安特自行車等不定期合作舉辦相關運動活動，為彰化縣民盡份心力。